# کوی سعدی (اهواز)
کوی سعدی از محلات نسبتاً جدید شهر اهواز مرکز استان خوزستان ایران است.
این محله از یک طرف به بلوار گلستان و از طرف‌های دیگر با محلات بهارستان، گلستان و بوستان همسایه می‌باشد. هم‌اکنون نام خیابان سعدی به خیابان شهید یدید تغییر یافته‌است . کوی سعدی دارای دو دبیرستان و یک مرکز پیش دانشگاهی دخترانه و یک پارک محله‌ای در خیابان اصلی سعدی می‌باشد.